# 瑞安·萨默
瑞安·萨默（英語：Ryan Sommer，1993年8月27日—），加拿大男子雪车运动员。他曾代表加拿大参加2022年冬季奥林匹克运动会雪车比赛，获得一枚铜牌。他于2022年8月25日宣布退役。